# Breaking Down
«Breaking Down» es una canción de la banda estadounidense de metalcore I Prevail, lanzado a través de Fearless Records el 26 de febrero de 2019 como el segundo sencillo de su segundo álbum de estudio Trauma (2019). En julio de 2019, alcanzó el puesto número tres en la lista de Billboard Mainstream Rock Songs.

## Antecedentes
La canción se lanzó por primera vez el 26 de febrero de 2019, un mes antes del lanzamiento de su álbum respectivo Trauma. Se lanzó doce horas después del lanzamiento del primer sencillo del álbum, "Bow Down". Un video musical acompañó el lanzamiento, en el que aparecía el cantante Brian Burkheiser cubierto de lodo negro, considerado una "representación lírica y visual de la depresión". Posteriormente, se estrenó en vivo el 11 de marzo de 2019 en el Download Festival.

## Composición y temas
Temáticamente, la letra de la canción hace referencia a los recientes problemas de la banda con su creciente fama, la depresión y la salud mental. Tras esforzarse por consolidarse como banda y alcanzar la popularidad con su versión de "Blank Space" de Taylor Swift y su primer álbum Lifelines, un médico le diagnosticó a Burkheiser un pólipo en las cuerdas vocales que requirió cirugía. Esta experiencia le provocó depresión y casi abandonó la banda.

## Posicionamiento en lista
| Lista (2019)                                  | Posición |
| --------------------------------------------- | -------- |
| Estados Unidos (Hot Rock & Alternative Songs) | 24       |
| Estados Unidos (Mainstream Rock)              | 3        |

## Personal
I Prevail
- Brian Burkheiser - Voz
- Eric Vanlerberghe - Voz gutural y limpia
- Steve Menoian - Guitarra líder, Bajo
- Dylan Bowman - Guitarra rítmica, segunda voz
- Gabe Helguera - Batería